# ダレン・クリス
ダレン・エヴェレット・クリス (Darren Everett Criss、1987年2月5日 - )は、アメリカ合衆国のテレビジョン俳優、ミュージシャン、作曲家、インターネット・パーソナリティである。またプロダクション団体Team StarKidのメンバーの一人で、ミュージカル『A Very Potter Musical』と『A Very Potter Sequel』のハリー・ポッター役、『glee/グリー』の同性愛者の生徒ブレイン・アンダーソン役、『アメリカン・クライム・ストーリー/ヴェルサーチの暗殺』のアンドリュー・クナナン役でよく知られている。

## 略歴

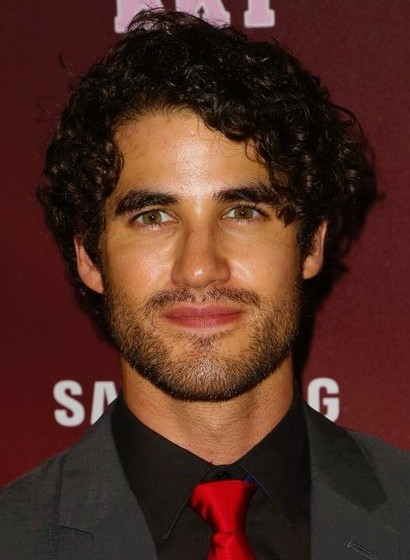
2015年

アメリカ合衆国カリフォルニア州サンフランシスコにて誕生した。母親はフィリピン人で、フィリピン、中国、スペインの血を引いている。父親は投資銀行家で、芸術の後援者である。88年から92年まで父の仕事の関係でハワイ州のホノルルに住んでいた。父親はイングランド、ドイツ、アイルランド系である。
エンターテインメントの世界に興味があり、5歳からヴァイオリンを習い始め大学までクラシック音楽の勉強を続けた。ギター、ピアノ、チェロ、マンドリン、ハーモニカ、ドラム全ての演奏が出来る。その後、ミシガン大学に進学し、舞台演劇を学んだ。
初舞台は1997年の10歳の時ミュージカル『ファニー』で、その後も大学生活を通し数多くの舞台をこなした。2012年にダニエル・ラドクリフの代役として『努力しないで出世する方法』でブロードウェイの初舞台を踏んだ。
2010年、『glee/グリー』のシーズン2にゲストで登場して人気を獲得したため、シーズン３からはレギュラー出演者になった。
2011年にユニクロのキャンペーンモデルになった。
2019年7月10日、ダレンはストリーミングサービスQuibiの新しいドラマ『ロイヤリティーズ』に役者・エグゼクティブプロデューサー・クリエイターとして携わることを発表。この中でダレンは過去に仕事を共にしたチーム・スターキッドのマットとニック・ラングと再びタッグを組んだ、マットとニック・ラングもエグゼクティブプロデューサーとして関わっている。番組は2020年6月1日にリリースされた。2019年9月6日になると今度はNetflixの『ハリウッド』に役者とエグゼクティブプロデューサーとして参加することを発表。この中でダレンはマペットのホーンテッドマンションの庭師を演じる。
2021年3月、歌手のブランディはダレンと共作したシングル「スターティング・ナウ』を発売した。この曲はディズニー・チャンネルとDisney+でお披露目された『ディズニー・プリンセス・リミックスド』で使用されている。
2021年10月8日、初めてのクリスマスアルバムをデッカ・レコードから発売した。2022年12月、アルバムの曲をひっさげて全米を廻るクリスマス・ツアーを開催した。2022年4月14日から7月10日までブロードウェイの名作のリバイバルであるデヴィッド・マメットの『アメリカン・バッファロー』にサム・ロックウェルとローレンス・フィッシュボーンとともに出演。

## 人物
ダレンは積極的にLGBTの権利をサポートしている。LGBTQの人々の自殺を防止するために作られた組織トレヴァー・プロジェクト等での活動の功績が認められ、ダレンはバラエティが主催する『パワー・オブ・ユース・フィランソロピー』を受賞した。
2019年2月16日に7年半の交際を経てガールフレンドのミア・スワイヤーと結婚した。

## 出演

### 映画
| 年   | タイトル                                                         | 役名                        | 注記                       |
| ---- | ---------------------------------------------------------------- | --------------------------- | -------------------------- |
| 2005 | I Adora You                                                      | Josh                        | 短編 端役                  |
| 2009 | Walker Phillips                                                  | Elliott                     | 短編                       |
| 2010 | The Chicago 8                                                    | Yippee Man                  | 端役                       |
| 2011 | Glee/グリー ザ・コンサート 3Dムービー Glee: The 3D Concert Movie | ブレイン・アンダーソン      | コンサートドキュメンタリー |
| 2012 | Girl Most Likely                                                 | Lee                         |                            |
| 2013 | 風立ちぬ                                                         | 片山                        | 英語吹き替え版             |
| 2013 | かぐや姫の物語                                                   | 捨丸                        | 英語吹き替え版             |
| 2014 | Stan Lee's Mighty 7                                              | Micro                       | 声の出演                   |
| 2019 | Batman vs. Teenage Mutant Ninja Turtles                          | Raphael                     | 声の出演                   |
| 2019 | ミッドウェイ Midway                                              | Commander Eugene E. Lindsey |                            |
| 2020 | Superman: Man of Tomorrow                                        | Clark Kent/Superman         | 声の出演                   |
| 2021 | マペットのホーンテッドマンション Muppets Haunted Mansion         | 庭師                        |                            |

### テレビ
| 年        | タイトル | 役名                     | 注記                                          |
| --------- | --- | ------------------------ | --------------------------------------------- |
| 2009      | Eastwick | Josh Burton              | リカーリングキャスト                          |
| 2010      | コールドケース 迷宮事件簿 Cold Case                                                                         | ルーベン・ハリス         | Episode: "Free Love"                          |
| 2010-2015 | Glee/グリー Glee                                                                                            | ブレイン・アンダーソン   | リカーリングキャスト(S2) メインキャスト(S3-6) |
| 2011      | Archer | Mikey and Tommy          | 声の出演 Episode: "Placebo Effect"            |
| 2011-2012 | The Glee Project                                                                                            | 本人                     |                                               |
| 2012      | Glee プロジェクト 〜主役は君だ! Glee: Don't Stop Believing                                                  | 本人                     | ドキュメンタリー                              |
| 2012      | The Cleveland Show                                                                                          | Hunter                   | 声の出演 Episode: "Jesus Walks"               |
| 2013      | Web Therapy                                                                                                 | Augie Sayles             |                                               |
| 2013      | 2013 Teen Choice Awards                                                                                     | 司会                     |                                               |
| 2013      | Six by Sondheim                                                                                             | Franklin Shepard         |                                               |
| 2014      | Whose Line Is It Anyway?                                                                                    | 本人                     |                                               |
| 2015-2017 | トランスフォーマー アドベンチャー Transformers: Robots in Disguise                                          | サイドスワイプ           | 声の出演                                      |
| 2015      | アメリカン・ホラー・ストーリー: ホテル American Horror Story: Hotel                                         | ジャスティン             | リカーリングキャスト                          |
| 2016      | Teenage Mutant Ninja Turtles: Turtles Take Time (and Space)                                                 | Raphael                  | 短編 声の出演                                 |
| 2016      | ヘアスプレー ライブ Hairspray Live!                                                                         | 本人                     |                                               |
| 2017      | SUPERGIRL/スーパーガール Supergirl                                                                          | Music Meister            | Episode: "Star-Crossed"                       |
| 2017      | THE FLASH/フラッシュ The Flash                                                                              | Music Meister            | Episode: "Duet"                               |
| 2018      | アメリカン・クライム・ストーリー/ヴェルサーチ暗殺 The Assassination of Gianni Versace: American Crime Story | アンドルー・クナーナン   | 主役                                          |
| 2020      | The Disney Family Singalong                                                                                 | 本人                     | テレビスペシャル                              |
| 2020      | ハリウッド Hollywood                                                                                        | レイモンド・エインズリー | メインキャスト                                |